# Salva (wieś)
Salva – wieś w Rumunii, w okręgu Bistrița-Năsăud, w gminie Salva. W 2011 roku liczyła 2738 mieszkańców.